# Louis Athanase Chaubard

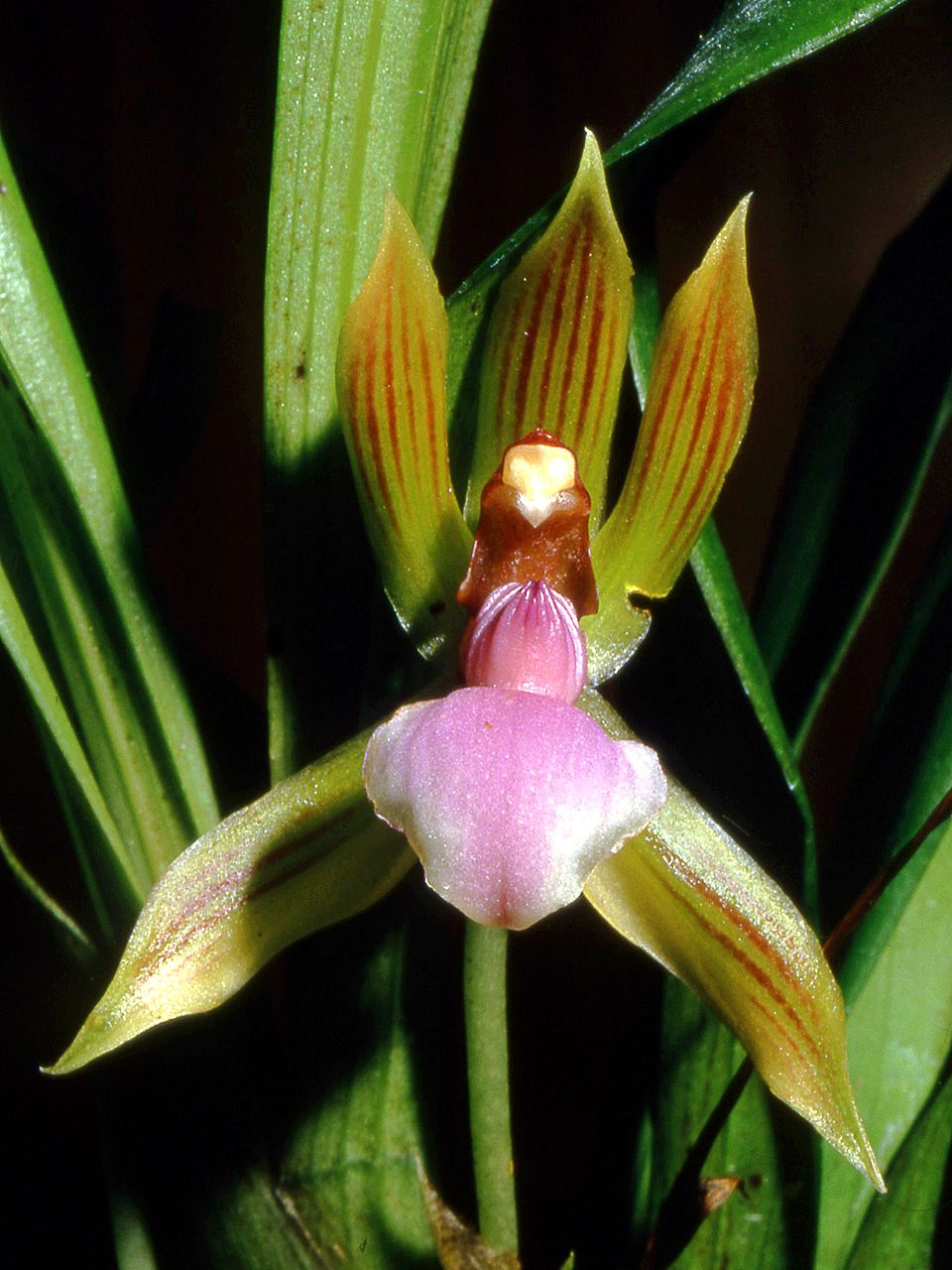
Fiore di Chaubardia heteroclita, genere che ha preso il nome da Chaubard

Louis Athanase Chaubard (Agen, 18 marzo 1781 – 1854) è stato un botanico e naturalista francese.

## Contributi
Con Jean Baptiste Bory de Saint-Vincent (1778-1846), è stato co-autore della Nouvelle Flore du Péloponèse et des Cyclades. Diede anche un contributo a Jean Florimond Boudon de Saint-Amans nella sua opera Flore agenaise ou description méthodique des plantes observées dans le département de Lot-et-Garonne.

## Opere principali
- Éléments de Géologie mis à la portée de tout le monde et offrant la concordance ds faits géologiques avec les faits historiques tels qu'ils se trouvent dans la Bible, les traditions égyptiennes et les fables de la Grèce, Paris, Risler, 1833, second edition 1838.
- Notice géologique sur les terrains du département de Lot-et-Garonne (Ancien Agenais), Paris, 1930.
- L'Univers expliqué par la révélation, ou Essai de philosophie positive, Paris, Debéourt, Baillière et l'Auteur, 1841.

## Tassonomia
La pianta del genere Chaubardia (famiglia Orchidaceae) è stata chiamata in suo onore.